# Zaporozka Sitsj
De Zaporozka Sitsj (Oekraïens: Запорозька Січ), was een semi-autonome staat en proto-staat van de Kozakken. Het bestond gedurende meer dan honderd jaar, tussen de 16e tot 18e eeuw, ook als een onafhankelijke stratocratische staat binnen het Kozakken-Hetmanaat, dat lag aan de benedenloop van de rivier de Dnjepr in Oekraïne. In verschillende perioden kwam het gebied onder de soevereiniteit van het Pools-Litouwse Gemenebest, het Ottomaanse Rijk, het tsaardom Rusland en het keizerrijk Rusland.
In 1775, kort nadat Rusland de gebieden die door het Ottomaanse Rijk waren afgestaan had geannexeerd onder het Verdrag van Küçük Kaynarca (1774), ontbond Catharina de Grote de Sitsj en voegde het grondgebied bij het Russische gouvernement Novorossiejsk.
De term Zaporozka Sitsj kan ook metonymisch en informeel verwijzen naar de hele militair-administratieve organisatie van het Zaporozje-Kozakkenlegioen.

## Etymologie
De naam 'Zaporizja' verwijst naar de militaire en politieke organisatie van de Kozakken en naar de locatie van hun autonome gebied 'voorbij de stroomversnellingen' (za porohamy) van de rivier de Dnjepr. De Dnjepr-stroomversnellingen waren een belangrijk onderdeel van de noord-zuid-Dnjepr-handelsroute. De term ‘sitsj’ is een zelfstandig naamwoord gerelateerd aan het Oost-Slavische werkwoord sech (сѣчь) - 'hakken' of 'knippen'; het werd geassocieerd met de gebruikelijke houten palissaden met scherpe punten rond Kozakkennederzettingen.
Zaporizja was gelegen in het gebied rond het Kachovka-stuwmeer in het zuidoosten van het huidige Oekraïne (een groot deel van het betreffende grondgebied is nu overspoeld door het stuwmeer). Het gebied was onderdeel van de 'Wilde Velden'.

## Geschiedenis
Een mogelijke voorloper van de Zaporozka Sitsj was een fort (sitsj) gebouwd op het Tomakivka-eiland in het midden van de Dnjepr bij het huidige Zaporizja in Oekraïne. Er is echter geen direct bewijs over het exacte tijdstip van het bestaan van de Tomakivska Sitsj, terwijl indirecte gegevens suggereren dat er in de tijd van Tomakivka Sitsj nog geen Zaporozka Sitsj was.
De geschiedenis van de Zaporozka Sitsj omvat zes tijdsperioden:
- de opkomst van de Sitsj (bouw van het Khortytsia fort 1471-1583)
- als onderdeel van de provincie Klein-Polen (Prowincja małopolska) door opname in het woiwodschap Kiev (1583-1657)
- de strijd tegen de Rzeczpospolita Polska (de Poolse staat), het Ottomaanse Rijk en het Krim Kanaat voor de onafhankelijkheid van het Oekraïense deel van de Rzeczpospolita (Gemenebest) (1657-1686)
- de strijd met de Krim, het Ottomaanse Rijk en het Russische Rijk voor de unieke identiteit van Kozakken (1686-1709)
- de impasse met de Russische regering tijdens haar pogingen om het zelfbestuur van de Sitsj te annuleren, en de val (1734-1775)
- de vorming van de Donau Sitsj buiten het Russische rijk en het vinden van manieren om naar huis terug te keren (1775-1828)

### Vorming

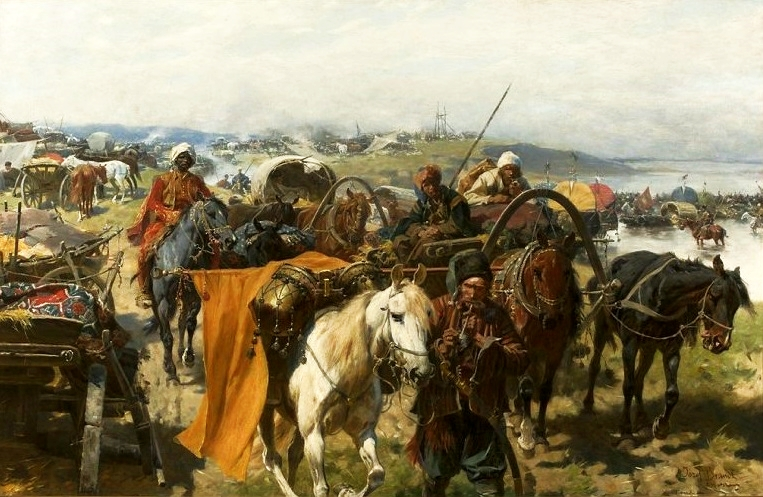
'Achterhoede van Zaporozje-Kozakken' door Józef Brandt (olie op canvas; 72 × 112 cm, Nationaal Museum in Warschau)

De Zaporozka Sitsj ontstond als een verdedigingsmethode van Slavische kolonisten tegen de frequente en verwoestende invallen van de Krim-Tataren, die honderdduizenden Oekraïners, Wit-Russen en Polen gevangennamen en tot slaaf maakten in operaties die 'het oogsten van de steppe' werden genoemd. De Oekraïners creëerden een zelfverdedigingsmacht, de Kozakken, fel genoeg om de Tataarse hordes te stoppen, en bouwden versterkte kampen (sichi) die later werden verenigd tot een centraal fort, de Zaporozka Sitsj.
Prins Dmytro Vysjnevetsky vestigde in 1552 de eerste Zaporozja Sitsj op het eiland Klein (Mala) Khortytsia, en bouwde een fort bij Niz Dnjeprovsky (Neder-Dnjepr) en plaatste daar een Kozakkengarnizoen; Tataarse troepen vernietigden het fort in 1558. De Tomakivka Sitsj werd gebouwd op een nu overstroomd eiland in het zuiden, in de buurt van de moderne stad Marhanets; Tataren maakten ook deze sitsj met de grond gelijk in 1593. Een derde sitsj volgde snel, op het eiland Bazavloek. Deze bestond tot 1638, toen het werd vernietigd door een Pools expeditieleger dat een Kozakkenopstand onderdrukte. Deze nederzettingen, gesticht in de 16e eeuw, waren al complex genoeg om een vroege proto-staat te vormen.

### Onafhankelijkheid

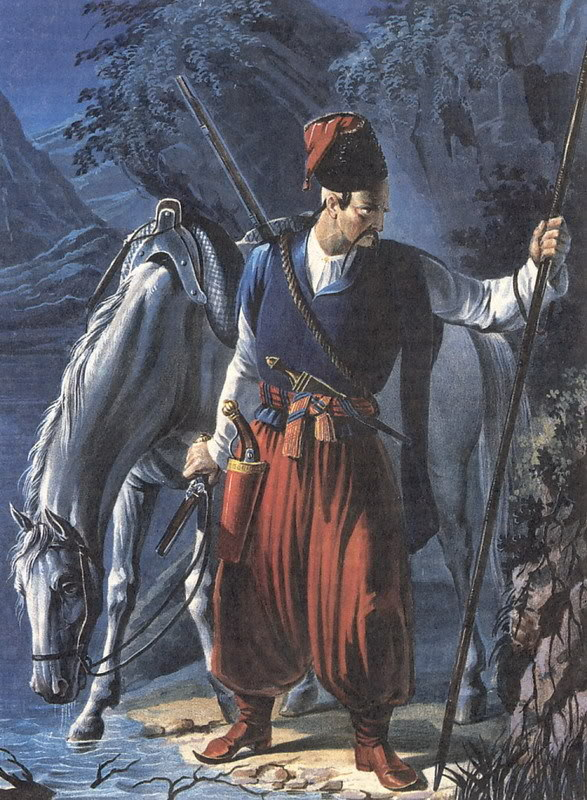
Zaporozje-Kozak, 18e eeuw.

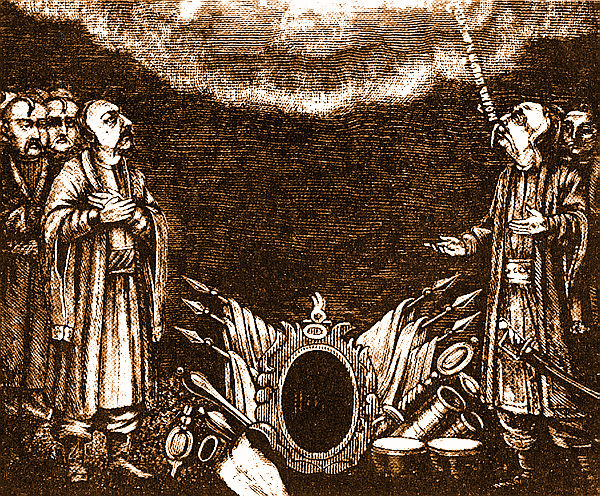
Zaporozje-Kozakkengebed, fragment van het icoon van de bescherming van de Heilige Maagd Maria.

De Zaporozje-Kozakken werden van 1583 tot 1657 opgenomen in het woiwodschap Kiev, deel van de provincie Klein-Polen onder de Poolse Kroon. Ze hadden echter een afkeer van de Poolse heerschappij, onder andere door de religieuze verschillen, aangezien de Kozakken orthodoxe christenen waren, terwijl de Polen meestal katholiek waren. Ze waren verwikkeld in een lange strijd voor onafhankelijkheid van de omringende machten, de Rzeczpospolita (Poolse staat), het Ottomaanse Rijk, het Kanaat van de Krim en het tsaardom Rusland en het keizerrijk Rusland. De Sitsj werd het centrum van het Kozakkenleven, geregeerd door de Sitsj Rada (raad) en de Kosjovy otaman (hoofdman, ook wel hetman genoemd, afgeleid van het Duitse hauptmann).
In 1648 veroverde Bohdan Chmelnytsky een sitsj in Mykytyn Rih, nabij de huidige stad Nikopol. Van daaruit begon hij een opstand tegen het Pools-Litouwse Gemenebest die leidde tot de oprichting van het Kozakken-Hetmanaat (1649-1764). Na het Verdrag van Perejaslavl in 1654, werd de Zaporozje-Host opgesplitst in het Hetmanaat, met als hoofdstad Chyhyryn, en de meer autonome regio Zaporizja, nog steeds gecentreerd op de Sitsj. Gedurende deze periode veranderde de Sitsj meerdere malen van locatie. De Chortomlyk Sitsj werd in 1652 gebouwd aan de monding van de Chortomlyk-rivier. In 1667 maakte het Verdrag van Androesovo de Sitsj tot een condominium dat gezamenlijk werd geregeerd door tsaardom Rusland en het Pools-Litouwse Gemenebest.
Tijdens het bewind van Peter I van Rusland werden de Kozakken ingezet voor de aanleg van kanalen en versterkingslijnen in Noord-Rusland. Naar schatting werden er elk jaar 20 tot 30 duizend Kozakken verzonden. De dwangarbeid leidde tot een hoog sterftecijfer onder bouwers en naar schatting keerde slechts 40% van de Kozakken terug naar huis.
Na de Slag bij Poltava in 1709, werd de Chortomlyk Sitsj (soms aangeduid als de Oude Sitsj of Stara Sitsj) vernietigd en werd Batoeryn, de hoofdstad van hetman Ivan Mazepa, met de grond gelijk gemaakt. Een andere sitsj werd gebouwd aan de monding van de rivier bij Kamianets, maar werd in 1711 verwoest door de Russische regering. De Kozakken vluchtten vervolgens naar het Kanaat van de Krim om vervolging te voorkomen en stichtten de Olesjky Sitsj in 1711 (Olesjky). In 1734 mochten ze terugkeren naar het Russische rijk. Lijdend onder discriminatie in het Kanaat, accepteerden de Kozakken het aanbod om terug te keren en bouwden een andere Sitsj in de nabijheid van de voormalige Chortomlyk Sitsj (aangeduid als Nieuwe Sitsj). De bevolking in het steppegebied telde in het jaar 1768 ongeveer 52.000.
De angst voor de onafhankelijkheid van de Sitsj leidde ertoe dat de Russische regering in 1764 het Kozakken-hetmanaat afschafte. De klasse van Kozakkenofficieren werd opgenomen in de keizerlijke Russische adel (Dvoryanstvo). De gewone Kozakken, waaronder een aanzienlijk deel van de oude Zaporozje-Kozakken, kregen echter de status van boeren. De spanning steeg na de nederlaag van het Ottomaanse Rijk en het Verdrag van Küçük Kaynarca, waarmee het Kanaat van de Krim in 1774 onafhankelijk werd verklaard (en in 1783 door Keizerrijk Rusland geannexeerd). De kolonisatie van Nieuw-Rusland (Novorossija) met Serviërs en Roemenen, zorgde voor verdere conflicten. Nadat de strijd om de Zwarte Zee en de steppen van de Krim tussen het Russische en het Ottomaanse Rijk was gestreden, had Keizerrijk Rusland de Zaporozje-Kozakken niet langer nodig als bufferstaat om het grensgebied te beschermen en vernietigde uiteindelijk de Zaporozka Sitsj met militair geweld in 1775.

### Vernietiging en nasleep

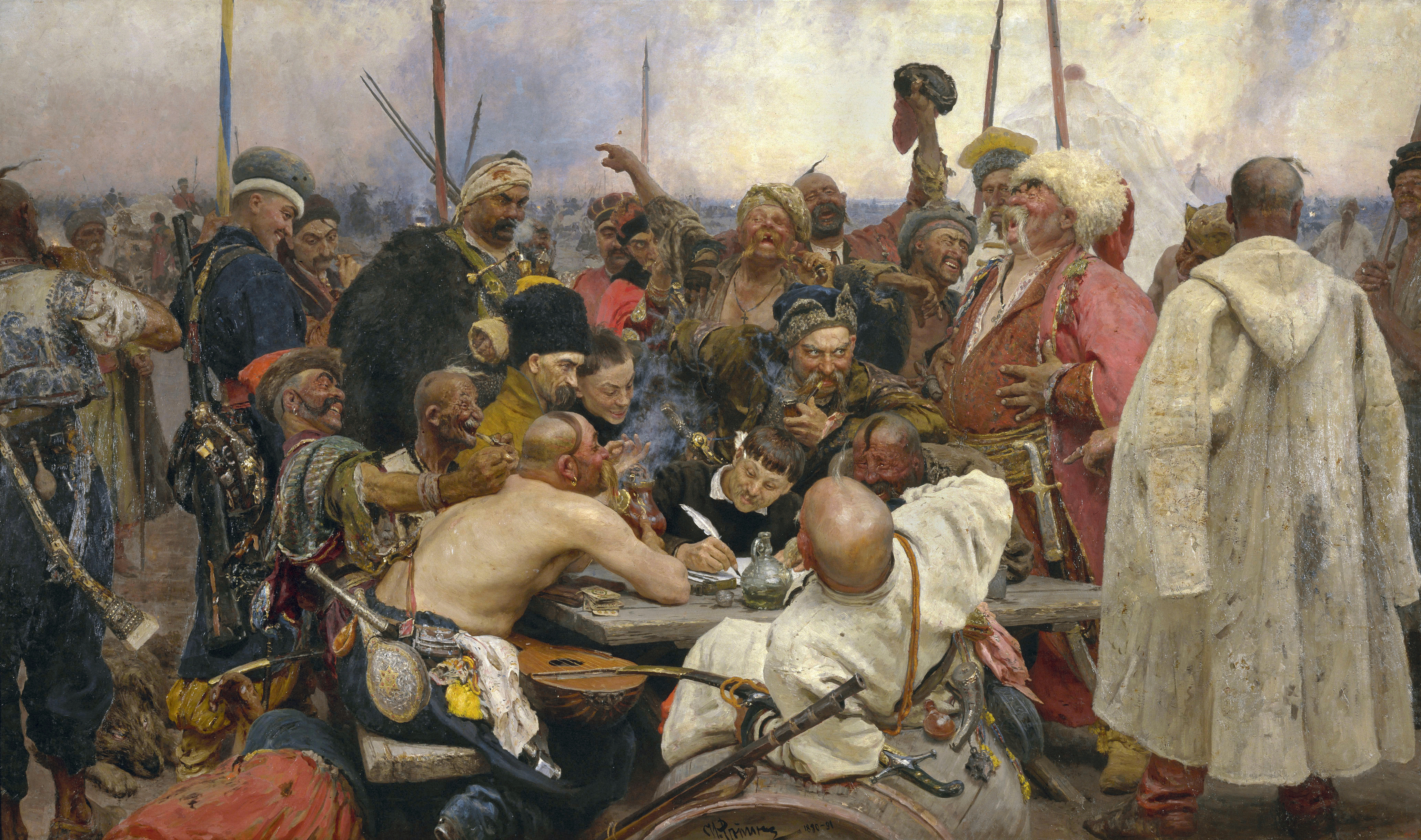
De Zaporozje-Kozakken schrijven de Turkse sultan een brief, door Ilja Repin (Russisch: Запорожцы пишут письмо турецкому султану, Zaporozjtsy pisjoet pismo toeretskomoe soeltanoe.)

In mei 1775 gaf prins Grigori Potjomkin, die een paar jaar eerder formeel was toegelaten tot het Kozakkendom, de Russische generaal Peter Tekeli het bevel om de Zaporozka Sitsj te bezetten en te vernietigen. Potemkin kreeg directe orders van Catharina II van Rusland. Op 5 juni 1775 omsingelde Tekeli de Sitsj met artillerie en infanterie. Hij stelde de aanval uit en stond zelfs bezoeken toe terwijl het hoofd van de Host, Petro Kalnysjevsky, besliste hoe te reageren op het Russische ultimatum. De Zaporozje-Kozakken besloten zich over te geven. De Sitsj werd officieel ontbonden door het manifest van 3 augustus 1775 van Catherina, "Over de liquidatie van Zaporozja Sitsj en annexatie daarvan bij het gouvernement Novorossiejsk", en de Sitsj werd met de grond gelijk gemaakt.
Een deel van de Kozakkenofficiersklasse, de starsjyna, werd verheven tot Russische adel en verwierf enorm grote stukken land, ondanks hun eerdere pogingen om de Sitsj te verhuizen naar Noord-Amerika of Australië. Onder leiding van een starsjyna genaamd Lyakh, werd een samenzwering gevormd onder een groep van 50 Kozakken om te doen alsof ze gingen vissen op de rivier de Inhul naast de Zuidelijke Boeg in de Ottomaanse provincies, om zo 50 paspoorten te verkrijgen voor de expeditie. Het voorwendsel was genoeg om ongeveer 5.000 Zaporozje-Kozakken te laten vluchten, sommigen reisden naar de Donaudelta waar ze een nieuwe Donau Sitsj vormden, als een protectoraat van het Ottomaanse rijk. Anderen verhuisden naar Hongarije om daar een Sitsj te vormen als protectoraat van het keizerrijk Oostenrijk. Volgens de folklore verhuisden sommigen naar Malta, omdat Kosjovy otamans en andere hooggeplaatste leden van de starsjyna zichzelf als een soort Maltese ridderlijkheid beschouwden.
De leider van het Zaporozjeleger, Petro Kalnyshevsky, werd gearresteerd en verbannen naar de Solovetski-eilanden, waar hij tot de leeftijd van 112 in het Solovetskiklooster leefde. Vier starsjynas op hoog niveau werden onderdrukt en verbannen, en stierven later in Siberische kloosters. De overgebleven Starsjynas van lager niveau stapten over naar de Russische zijde, en kregen legerrangen en alle privileges die hen vergezelden, en mochten zich bij de huzaar- en dragonder-regimenten voegen. De meeste gewone Kozakken werden boeren en zelfs lijfeigenen.
In 1780, na het ontbinden van het Zaporozje-Kozakken leger, mobiliseerde prins Potjomkin de Kozakken om op vrijwillige basis het land te helpen verdedigen tegen de Turken tijdens de Russisch-Turkse oorlog (1787-1792). Hij was in staat om bijna 12.000 Kozakken te verzamelen en noemde ze de Zwarte Zee Kozakken. Nadat het conflict voorbij was, begon de Russische regering hen te hervestigen aan de Koeban, in plaats van de Kozakken toe te staan zich in Zuid-Oekraïne te vestigen. In 1860 veranderden ze hun naam in de Koeban Kozakken.
De Oekraïense schrijver Adrian Kasjtsjenko (1858-1921) merkte op dat de afschaffing van de Zaporozka Sitsj een sterk symbolisch effect had. Herinneringen aan de gebeurtenis bleven lange tijd deel uitmaken van de lokale folklore.

## Organisatie en overheid

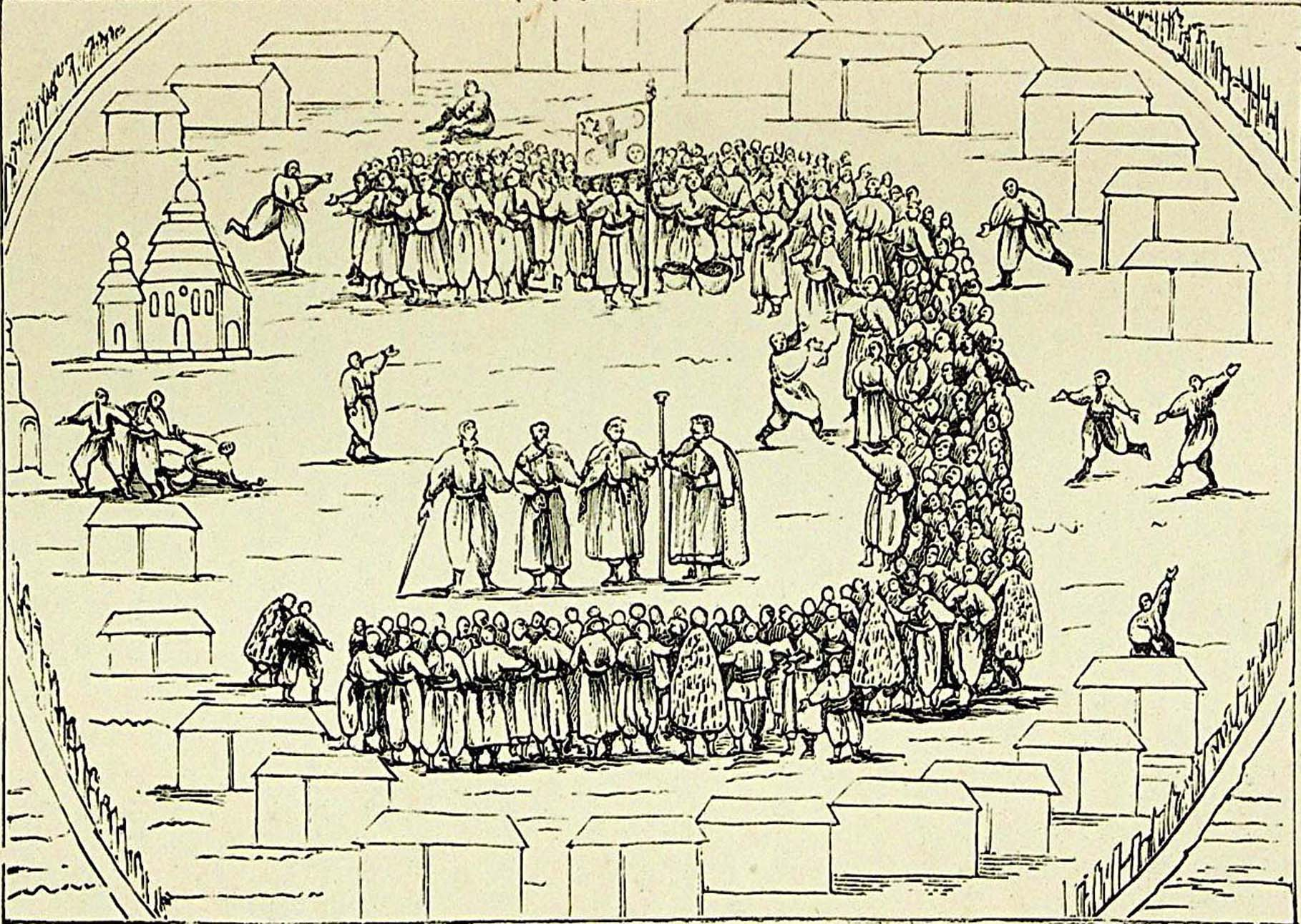
Een Zaporozka Sitsj Rada (Raad)

Het Zaporozjeleger werd geleid door de Sitsj Rada die een Kosjovy otaman koos als leider van het legioen. Hij werd bijgestaan door een hoofdsecretaris (pysar), hoofdrechter en hoofdarchivaris. Tijdens militaire operaties had de Kosjovy otaman onbeperkte macht, ondersteund door zijn staf als de militaire collegiale. Hij besloot met een akkoord van de Rada of hij een bepaalde Hetman (zoals Bohdan Chmelnytsky) of andere staatsleiders zou steunen.
Sommige bronnen verwijzen naar de Zaporozka Sitsj als een "Kozakkenrepubliek", omdat de hoogste macht erin toebehoorde aan de vergadering van al haar leden, en haar leiders (starsjyna) werden gekozen. De Kozakken vormden een samenleving (hromada) die bestond uit koerins (elk met enkele honderden Kozakken). De militaire rechtbank van de Kozakken bestrafte geweld en diefstal onder landgenoten, het brengen van vrouwen naar de Sitsj, het consumeren van alcohol in conflictperiodes en andere misdrijven streng. Het bestuur van de Sitsj voorzag in orthodoxe kerken en scholen voor de religieuze en seculiere opvoeding van kinderen.
De bevolking van de Sitsj bestond uit Oekraïners, Moldaviërs, Tataren, Polen, Litouwers, Joden, Russen en vele andere etniciteiten. De sociale structuur was complex, bestaande uit berooide adel en Bojaren, szlachta (Poolse adel), kooplieden, boeren, bandieten van elke soort, weggelopen slaven van Turkse galeien en weggelopen lijfeigenen (zoals de Zaporizja polkovnyk Pivtorakozjoekha). Sommigen van degenen die niet werden toegelaten tot de Host vormden hun eigen bendes en beweerden ook Kozakken te zijn. Na de Chmelnytskyopstand verdwenen deze formaties echter grotendeels en werden voornamelijk geïntegreerd in het Hetmanaat.

### Leger en oorlogvoering
De Kozakken hadden een grote vloot met snelle, lichte schepen. Hun campagnes waren gericht op rijke nederzettingen van het Ottomaanse Rijk aan de kusten van de Zwarte Zee, en brachten hen verschillende keren tot Constantinopel en Trabzon (voorheen Trebizond).

### Locaties van Zaporozka Sitsj
- Khortytsia Sitsj (1556-1557)
  - Khortytsia-eiland (onderdeel van Zaporizja)
- Tomakivka Sitsj (1564-1593)
  - onder water (gelegen in de buurt van het huidige Marhanets)
- Bazavloek Sitsj, (1593-1638)
  - onder water (gelegen nabij het huidige dorp Kapoelivka, Nikopol Raion)
- Mykytyn Sitsj (1639-1652)
  - Nikopol
- Chortomlyk Sitsj (1652-1709)
  - onder water (gelegen nabij het huidige dorp Kapoelivka, Nikopol Raion)
- Kamyanka Sitsj (1709-1711)
  - in de buurt van het dorp Respublikanets, Beryslav Raion
- Olesjky Sitsj (1711-1734)
  - oostelijke rand van de stad Olesjky
- Nova [Pidpilnenska] Sitsj (1734-1775)
  - nabij dorp Pokrovske, Nikopol Raion (ongeveer dezelfde locatie van Chortomlyk en Bazavloek)

### De Zaporozja Sitsj en hun leiders
- Khortytsia Sitsj (1556–1557)
  - Wężyk Chmielnicki (1534–1569)
- Tomakivka Sitsj (1564–1593)
  - Wężyk Chmielnicki (1534–1569)
  - Michaël Korybut Wiśniowiecki (1569–1570)
  - Iwan Swiergowski (1574)
  - Samiylo Kishka (1574–1575)
  - Bohdan Roezhynski (1575–1576)
  - Jacoeb Szach (1576–1578)
  - Ioan Potcoavă (1577–1578)
  - Loekyan Chornynsky (1578)
  - Jan Oryszowski (1581)
  - Samuel Zborowski (1581–1584)
  - Bohdan Mokosjynsky (1584)
  - Mykhailo Roezhynski (1585)
  - Zakhar Koelaha (1585)
  - Bohdan Mokosjynsky (1586)
  - Loekyan Chornynsky (1586)
  - Demyan Skalozoeb (1585–1589)
  - Krzysztof Kosiński (−1593)
- Bazavloek Sitsj, (1593–1638)
  - Hryhoriy Loboda (1593–1596)
  - Bohdan Mokosjynsky (1594)
  - Jan Oryszowski (1596)
  - Severyn Nalyvaiko (1596)
  - Khrystofor Netkovsky (1596–1597)
  - Hnat Vasylevytsj (1596–1597)
  - Tykhin Bayboeza (1597–1598)
  - Fedir Polous (1598)
  - Semen Skalozoeb (1599)
  - Samiylo Kisjka (1600–1602)
  - Havrylo Kroetnevytsj (1602–1603)
  - Ivan Koetskovych (1602–1603)
  - Ivan Kosyi (1603)
  - Kaletnyk Andriyevytsj (1609–1610)
  - Olifer Holb (1622–1623)
  - Mykhailo Doroshenko (1623–1625)
  - Kaletnyk Andriyevytsj (1624–1625)
  - Marek Zhmaylo (1625)
  - Mykhailo Dorosjenko (1625–1628)
  - Hryhoriy Chorny (1628–1630)
  - Ivan Soelyma (1628–1629)
  - Lev Ivanovytsj (1629–1630)
  - Taras Tryasylo (1630)
  - Timothy Orendarenko (1630–1631)
  - Semen Perevyazka (1632)
  - Timothy Orendarenko (1632–1633)
  - Ivan Petrizhitsky-Koelaga (1632)
  - Andriy Didenko (1633)
  - Dorothy Doroshenko (1633)
  - Ivan Soelyma (1633–1635)
  - Sava Kononovytsj (1637)
  - Pavlo Pavlyoek (1637)
  - Illyash Karayimovytsj (1638)
  - Yakiv Ostryanyn (1638)
  - Dmytro Hoenia (1638)
- Mykytyn Sitsj (1639–1652)
  - Karpo Pivtora-Kozjoekha (1639–1642)
  - Maksym Hoelak (1642–1646)
  - Oprichting van de "Hetman van Zaporozje Host"
- Chortomlyk Sitsj (1652–1709)
- Kamyanka Sitsj (1709–1711)
- Olesjky Sitsj (1711–1734)
- Nova Podpolnenska Sitsj (1734–1775)
- Donou Sitsj (1775–1828)